# Duru-Verinag
Duru-Verinag là một thị xã và là nơi đặt ủy ban khu vực quy hoạch (notified area committee) của quận Anantnag thuộc bang Jammu và Kashmir, Ấn Độ.

## Nhân khẩu
Theo điều tra dân số năm 2001 của Ấn Độ, Duru-Verinag có dân số 16.727 người. Phái nam chiếm 54% tổng số dân và phái nữ chiếm 46%. Duru-Verinag có tỷ lệ 49% biết đọc biết viết, thấp hơn tỷ lệ trung bình toàn quốc là 59,5%: tỷ lệ cho phái nam là 60%, và tỷ lệ cho phái nữ là 36%. Tại Duru-Verinag, 11% dân số nhỏ hơn 6 tuổi.